# Cerler

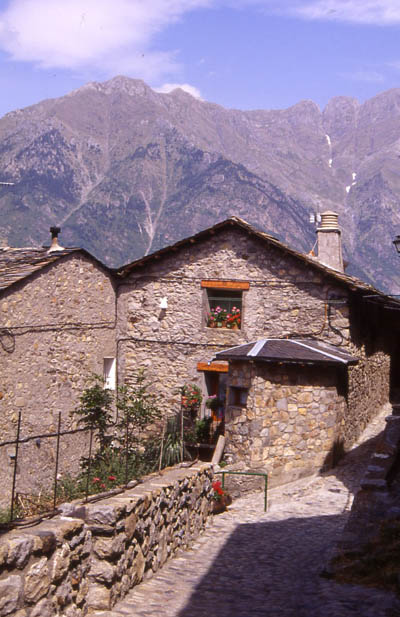
Cerler

Cerler, en benasquès Sarllè és un poble de la Vall de Benasc amb una població aproximada de 350 habitants. Administrativament, pertany al municipi del Benasc. Amb 1.540 metres d'altitud, és el poble més alt del Pirineu aragonès. Compta amb nombroses cases nobles del segle xvi i algunes construccions d'èpoques anteriors. Sarllè celebra les seves festes patronals el 10 d'agost (Sant Llorenç) i el 29 d'abril (Sant Pere Màrtir). La població és coneguda per tindre l'estació d'esquí més alta del Pirineu aragonès, Aramón Cerler. Aquesta estació té la seva cota mínima als 1.500 metres i la màxima als 2.630 metres, amb una superfície total de 13,4 km².